# LKM V10C
V10C – wąskotorowa lokomotywa spalinowa produkowana w latach 1959–1975 przez wschodnioniemieckie zakłady Lokomotivbau Karl Marx (LKM) w Babelsbergu, eksploatowana także w Polsce. Budowana w wersjach na tor szerokości 600–762 mm, 900–1067 mm.
Lokomotywa V10C służy do pracy manewrowej i na kolejach przemysłowych. Była rozwinięciem konstrukcji poprzedniej lokomotywy LKM Ns4. Przez krótki okres produkowano jeszcze model przejściowy Ns4c z nowym pudłem. Produkcja lokomotyw V10C rozpoczęła się w 1959 roku. Różnicę w stosunku do Ns4c stanowił mocniejszy chłodzony powietrzem silnik wysokoprężny o mocy 102 KM zamiast 90 KM, produkcji VEB Dieselmotorenwerkes Schönebeck. Przeniesienie napędu odbywa się za pomocą czterobiegowej mechanicznej skrzyni przekładniowej na ślepą oś pod kabiną maszynisty, a dalej za pomocą korb i wiązarów na koła wszystkich trzech osi. Lokomotywa mogła być wykonana na tor o rozstawie od 600 do 762 mm, z kołami umieszczonymi wewnątrz ostoi i zewnętrznymi korbami, albo na tor o rozstawie od 900 do 1067 mm, z kołami umieszczonymi na zewnątrz ostoi.

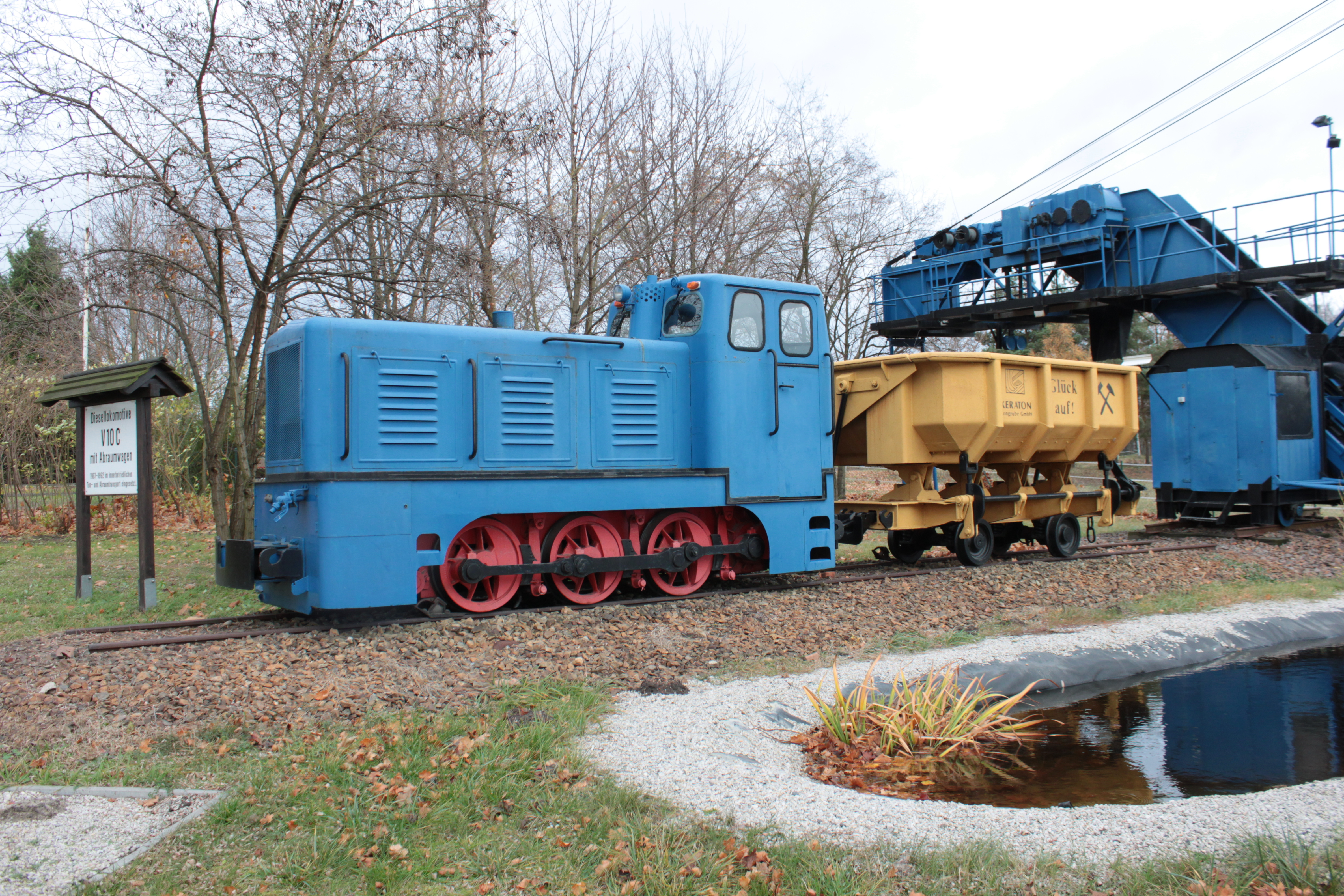
Niemiecki V10C na tor 900–1067 mm, w Plessie

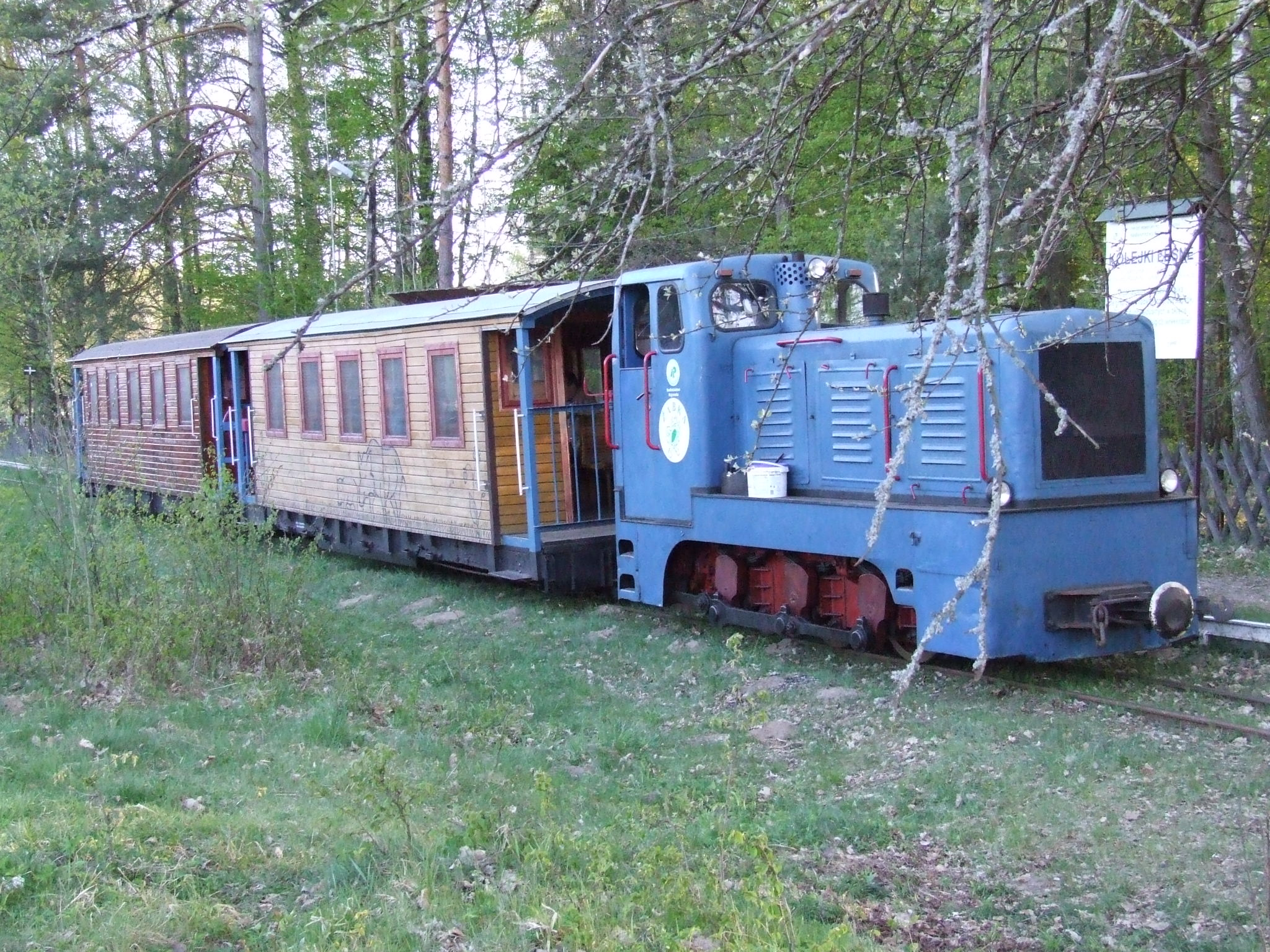
Polski V10C kolei Puszczy Białowieskiej w Topile, tor 600 mm

Lokomotywy V10C budowano dla przemysłu NRD oraz na eksport do krajów bloku wschodniego oraz takich krajów, jak Chiny, Indie, Egipt. Jedynie nieliczne lokomotywy trafiły, poprzez koleje przemysłowe, do kolei wschodnioniemieckich Deutsche Reichsbahn (DR).
Do Polski sprowadzono 31 tych lokomotyw: w 1967 roku 4 sztuki (dla KWK Murcki), a w latach 1971–1975 dalsze 27, głównie dla kolejek leśnych Hajnówka, Płociczno i Czarna Białostocka oraz Krakowskich Zakładów Sodowych. Wszystkie były na tor 600 mm, z wyjątkiem 3 sztuk dla KWK Dębieńsko, na tor 640 mm.